# Годушевські (герб)
Годушевські (пол. Goduszewski) – шляхетський герб, різновид герба Леліва.

## Опис герба
Віктор Віттиґ так описує різновид:
У клейноді половина здибленого лева, що тримає запалений факел.
Сам же герб такий:
В блакитному полі золотий півмісяць рогами догори, над ним така ж зірка шестикутна. Намет блакитний, підбитий золотом.

## Історія
Віктор Віттиґ згадує під 1754 роком Войцеха Годушевського, придворного Гелени Морштин з Потоцьких, воєводівни лівонської. За його словами, такий же герб повинні були використовувати Борштини (Borsztynowie) і Водзицькі (Wodziccy).

## Рід
Годушевські (Goduszewski).